# William Lloyd Garrison

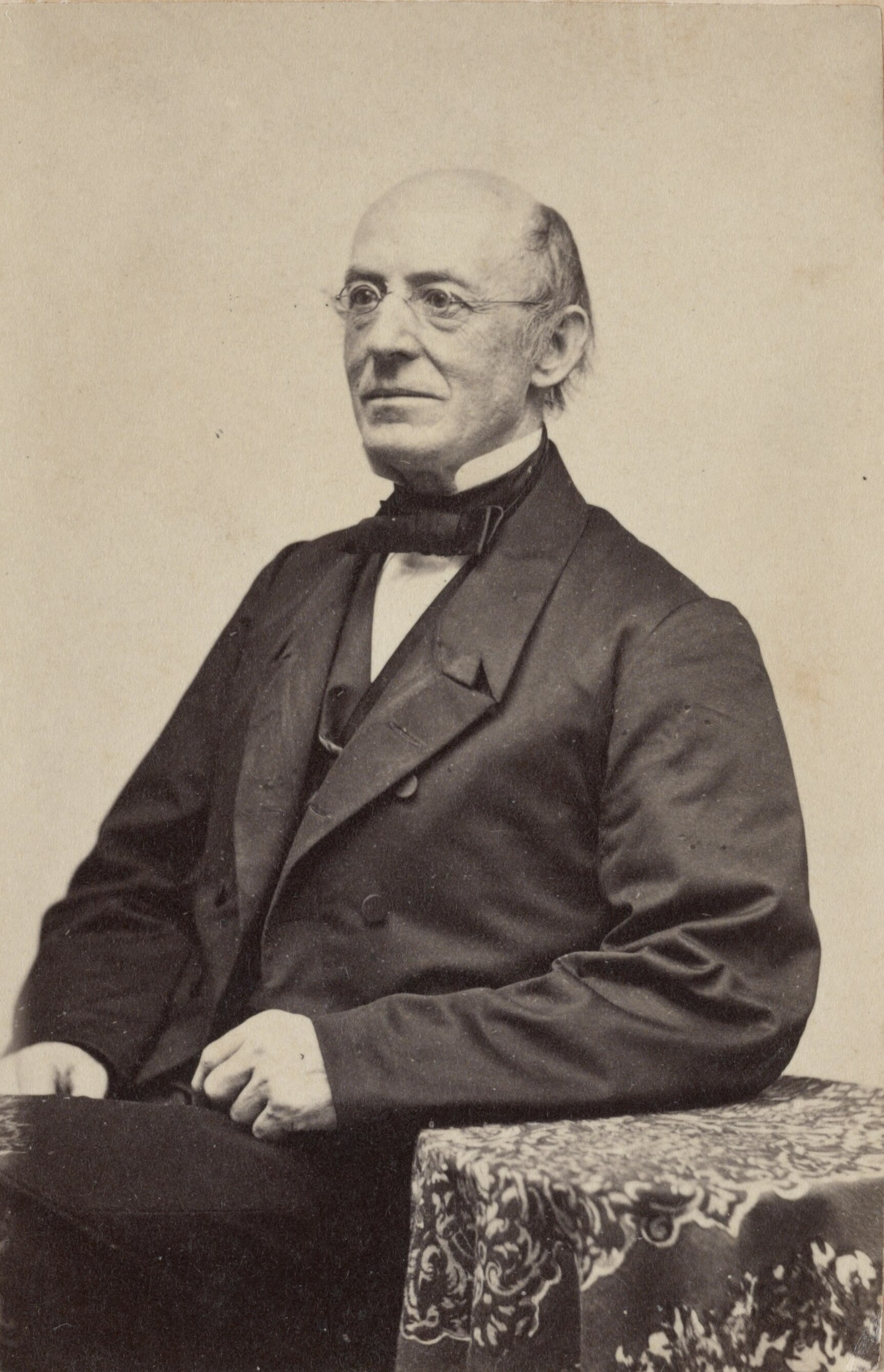
William Lloyd Garrison.

William Lloyd Garrison, född 12 december 1805, död 24 maj 1879, var en amerikansk abolitionistisk agitator och journalist.
Garrison grundade 1831 tidningen The Liberator, vars syfte var att verka för slaveriets avskaffande, och bildade 1832 det första nordamerikanska abolitionistsällskapet, American Anti-Slavery Society. 
Hela sitt liv ägnade han åt den abolitionistiska rörelsen, beundrad och hyllad av sina anhängare men hatad och förföljd av sina motståndare. Han stod hela tiden på abolitionisternas ytterlighetsflygel; hans 1842 formulerade slagord ingen union med slavägarna var direkt riktad mot unionens fortbestånd. Hans lidelsefulla patos och hans hetsagitation – i den skydde han inga medel – bidrog till den abolitionistiska rörelsens tillväxt, men förebildade hans syn i praktiska frågor, och ledde honom i konflikt med Abraham Lincoln, vilken Garrison bekämpade.